# 奈良市立大安寺西小学校
奈良市立大安寺西小学校（ならしりつ だいあんじにししょうがっこう）は、奈良県奈良市大安寺西一丁目にある公立小学校。

## 通学区域
- 尼辻町の一部（国道24号以東）、大森西町、柏木町の一部（国道24号以東）、恋の窪一丁目、恋の窪二丁目、恋の窪三丁目、恋の窪東町、三条川西町、三条栄町、三条檜町、四条大路一丁目、四条大路南町、大安寺町、大安寺西一丁目、大安寺西二丁目、大安寺西三丁目、八条町の一部（国道24号以東、JR関西本線以西）、八条四丁目の一部（国道24号以東）、八条五丁目[1]

※卒業後は基本的に奈良市立三笠中学校に進学する。

## 通学区域が隣接している学校
- 奈良市立大宮小学校
- 奈良市立都跡小学校
- 奈良市立大安寺小学校
- 奈良市立済美小学校